# PTKiGK Zabrze

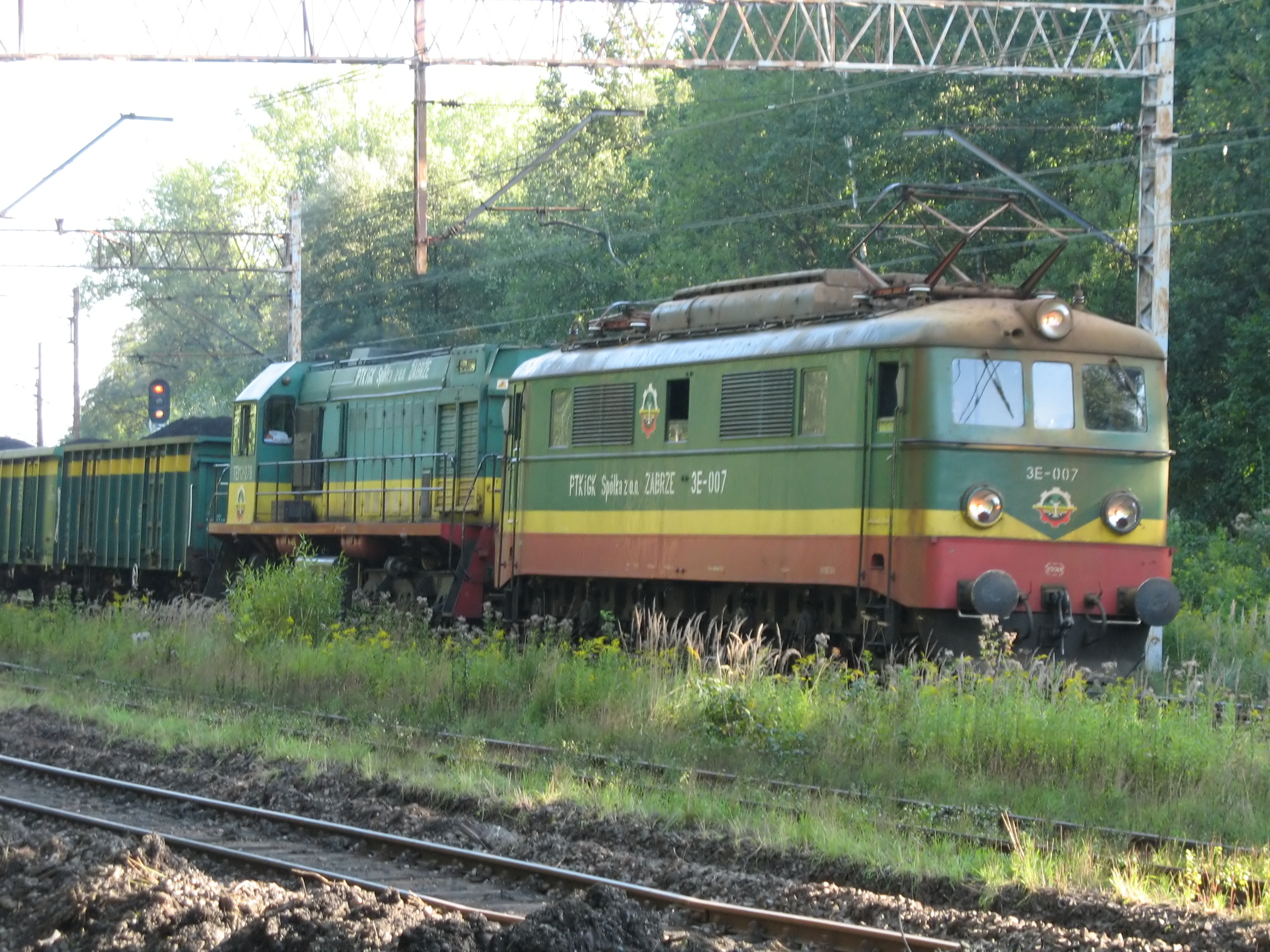
Vlak společnosti PTKiGK Zabrze

Przedsiębiorstwo Transportu Kolejowego i Gospodarki Kamieniem Sp. z o.o. Zabrze, zkráceně PTKiGK Zabrze, bylo železničním nákladním dopravcem v Polsku.

## Historie
Firma byla založena v roce 1953 a jejím posláním bylo zajišťování železničního provozu na vlečkách několika dolů. Postupně společnost rozšířila rozsah své činnosti o provoz na dalších vlečkách a zahájila železniční dopravu vlastními prostředky. V roce 1993 byla společnost privatizována, majoritním vlastníkem se stala společnost Trawipol.

## Zánik společnosti
Společnost zanikla sloučením se svou dceřinou společností - dopravcem Kopalnia Piasku "Kuźnica Warężyńska" S.A. Spojením těchto dvou společností vznikla k 1. lednu 2007 firma s názvem Przedsiębiorstwo Transportu Kolejowego Holding. Před svým zánikem měla společnost 2130 zaměstnanců.